# Municipio de Locust (Illinois)
El municipio de Locust (en inglés: Locust Township) es un municipio ubicado en el condado de Christian en el estado estadounidense de Illinois. En el año 2010 tenía una población de 1825 habitantes y una densidad poblacional de 19,52 personas por km².

## Geografía
Según la Oficina del Censo de los Estados Unidos, el municipio tiene una superficie total de 93.5 km², de la cual 92,82 km² corresponden a tierra firme y (0,72 %) 0,68 km² es agua.

## Demografía
Según el censo de 2010, había 1825 personas residiendo en el municipio de Locust. La densidad de población era de 19,52 hab./km². De los 1825 habitantes, el municipio de Locust estaba compuesto por el 78,47 % blancos, el 17,59 % eran afroamericanos, el 0,22 % eran amerindios, el 0,33 % eran asiáticos, el 2,9 % eran de otras razas y el 0,49 % eran de una mezcla de razas. Del total de la población el 6,03 % eran hispanos o latinos de cualquier raza.